# Zandzakdrager
De zandzakdrager (Dahlica triquetrella) is een vlinder uit de familie zakjesdragers (Psychidae). De wetenschappelijke naam van deze soort is voor het eerst geldig gepubliceerd in 1813 door Hübner.
De soort komt voor in Europa.